# Cantonul Sainte-Rose-1
Cantonul Sainte-Rose-1 este un canton din arondismentul Basse-Terre, Guadelupa, Franța.

## Comune
- Sainte-Rose (parțial)